# Bóng đá tại Đại hội Thể thao châu Á 2014 – Nam
Bóng đá nam tại Đại hội Thể thao châu Á 2014 là một sự kiện liên tục được tổ chức tại Incheon, Hàn Quốc từ ngày 14 tháng 9 - 3 tháng 10 năm 2014. Trận đấu khai mạc đã được diễn ra trước ngày khai mạc Đại hội Thể thao châu Á 5 ngày. Trong giải đấu này, 29 đội bóng đá nam tham gia tranh tài.
Giới hạn tuổi cho các đội tuyển nam Olympic quốc gia là dưới 23; giống như giới hạn tuổi tác trong thi đấu bóng đá ở Olympic Mùa hè và có tối đa ba cầu thủ ngoài độ tuổi trên được phép tham gia trong mỗi đội bóng.

## Bốc thăm
Lễ bốc thăm cho giải đấu được tổ chức vào ngày 21 tháng 8 năm 2014.
| Nhóm 1 | Nhóm 2                                                                                 | Nhóm 3                                                    | Nhóm 4                                                                                 |
| --- | -------------------------------------------------------------------------------------- | --------------------------------------------------------- | -------------------------------------------------------------------------------------- |
| Hàn Quốc (Chủ nhà) · Nhật Bản (Đương kim vô địch) · UAE · Iran · CHDCND Triều Tiên · Uzbekistan · Oman · Thái Lan · | Kuwait · Việt Nam · Malaysia · Hồng Kông · Trung Quốc · Ấn Độ · Maldives · Palestine · | Singapore · Jordan · Pakistan · Kyrgyzstan · Bangladesh · | Afghanistan · Indonesia · Iraq · Lào · Nepal · Ả Rập Xê Út · Tajikistan · Đông Timor · |

## Các trận đấu

### Bảng A
| Đội         | Tr | T | H | B | BT | BB | HS | Đ |
| ----------- | -- | - | - | - | -- | -- | -- | - |
| Hàn Quốc    | 3  | 3 | 0 | 0 | 6  | 0  | +6 | 9 |
| Ả Rập Xê Út | 3  | 2 | 0 | 1 | 6  | 1  | +5 | 6 |
| Malaysia    | 3  | 1 | 0 | 2 | 4  | 6  | −2 | 3 |
| Lào         | 3  | 0 | 0 | 3 | 0  | 9  | −9 | 0 |

| Ả Rập Xê Út                                        | 3–0     | Lào |
| -------------------------------------------------- | ------- | --- |
| Al-Ghamdi 75' (ph.đ.) · Al-Shehri 86' · Omar 90+1' | Báo cáo |     |

| Hàn Quốc                                                  | 3–0     | Malaysia |
| --------------------------------------------------------- | ------- | -------- |
| Rim Chang-Woo 27' · Kim Shin-Wook 78' · Kim Seung-Dae 82' | Báo cáo |          |

| Malaysia                                        | 4–0     | Lào |
| ----------------------------------------------- | ------- | --- |
| Aidil 12' · Farhan 76' · Fandi 79' · Ferris 83' | Báo cáo |     |

| Hàn Quốc          | 1–0     | Ả Rập Xê Út |
| ----------------- | ------- | ----------- |
| Kim Seung-Dae 12' | Báo cáo |             |

| Malaysia | 0–3     | Ả Rập Xê Út                              |
| -------- | ------- | ---------------------------------------- |
|          | Báo cáo | Al-Hafith 56' · Omar 72' · Al-Shehri 83' |

| Lào | 0–2     | Hàn Quốc                            |
| --- | ------- | ----------------------------------- |
|     | Báo cáo | Lee Jong-Ho 42' · Kim Seung-Dae 89' |

### Bảng B
| Đội         | Tr | T | H | B | BT | BB | HS | Đ |
| ----------- | -- | - | - | - | -- | -- | -- | - |
| Uzbekistan  | 3  | 2 | 1 | 0 | 9  | 1  | +8 | 7 |
| Hồng Kông   | 3  | 2 | 1 | 0 | 5  | 3  | +2 | 7 |
| Bangladesh  | 3  | 1 | 0 | 2 | 2  | 5  | −3 | 3 |
| Afghanistan | 3  | 0 | 0 | 3 | 1  | 8  | −7 | 0 |

| Bangladesh | 1–0     | Afghanistan |
| ---------- | ------- | ----------- |
| Islam 83'  | Báo cáo |             |

| Uzbekistan  | 1–1     | Hồng Kông         |
| ----------- | ------- | ----------------- |
| Sergeev 75' | Báo cáo | Chan Siu Kwan 80' |

| Hồng Kông                           | 2–1     | Afghanistan |
| ----------------------------------- | ------- | ----------- |
| Chan Siu Kwan 37' · Lam Hok Hei 56' | Báo cáo | Amiri 67'   |

| Uzbekistan                      | 3–0     | Bangladesh |
| ------------------------------- | ------- | ---------- |
| Shodiev 12', 21' · Rashidov 34' | Báo cáo |            |

| Hồng Kông                   | 2–1     | Bangladesh |
| --------------------------- | ------- | ---------- |
| Annan 53' · Lam Hok Hei 73' | Báo cáo | Sojib 77'  |

| Afghanistan | 0–5     | Uzbekistan                                                   |
| ----------- | ------- | ------------------------------------------------------------ |
|             | Báo cáo | Krimets 6' · Shodiev 42', 90+1' · Sayfiyev 50' · Sergeev 86' |

### Bảng C
| Đội        | Tr | T | H | B | BT | BB | HS | Đ |
| ---------- | -- | - | - | - | -- | -- | -- | - |
| Palestine  | 3  | 2 | 0 | 1 | 5  | 3  | +2 | 6 |
| Tajikistan | 3  | 2 | 0 | 1 | 3  | 2  | +1 | 6 |
| Singapore  | 3  | 1 | 1 | 1 | 5  | 5  | 0  | 4 |
| Oman       | 3  | 0 | 1 | 2 | 3  | 6  | −3 | 1 |

| Singapore | 0–1     | Tajikistan  |
| --------- | ------- | ----------- |
|           | Báo cáo | Asrorov 87' |

| Oman | 0–2     | Palestine                 |
| ---- | ------- | ------------------------- |
|      | Báo cáo | Wridat 39' · Mara'aba 56' |

| Palestine                | 2–1     | Tajikistan  |
| ------------------------ | ------- | ----------- |
| Mara'aba 34' · Mousa 37' | Báo cáo | Asrorov 28' |

| Oman                                       | 3–3     | Singapore                           |
| ------------------------------------------ | ------- | ----------------------------------- |
| Al-Hamhami 11' · Shamas 25' · Al-Farsi 29' | Báo cáo | Sahil 12' · Faris 43' · Safuwan 85' |

| Palestine | 1–2     | Singapore     |
| --------- | ------- | ------------- |
| Maher 83' | Báo cáo | Ghani 2', 18' |

| Tajikistan     | 1–0     | Oman |
| -------------- | ------- | ---- |
| Ergashev 90+2' | Báo cáo |      |

### Bảng D
| Đội      | Tr | T | H | B | BT | BB | HS  | Đ |
| -------- | -- | - | - | - | -- | -- | --- | - |
| Iraq     | 3  | 3 | 0 | 0 | 10 | 1  | +9  | 9 |
| Nhật Bản | 3  | 2 | 0 | 1 | 9  | 4  | +5  | 6 |
| Kuwait   | 3  | 1 | 0 | 2 | 6  | 7  | −1  | 3 |
| Nepal    | 3  | 0 | 0 | 3 | 0  | 13 | −13 | 0 |

| Iraq                                                   | 4–0     | Nepal |
| ------------------------------------------------------ | ------- | ----- |
| Rasan 4' · Mahmoud 45' · Chand 85' (l.n.) · Bahjat 90' | Báo cáo |       |

| Nhật Bản                                   | 4–1     | Kuwait    |
| ------------------------------------------ | ------- | --------- |
| Oshima 43' · Suzuki 50', 84' · Iwanami 74' | Báo cáo | Najaf 70' |

| Kuwait                                                        | 5–0     | Nepal |
| ------------------------------------------------------------- | ------- | ----- |
| Al-Hamdan 19' · Al-Sanea 67', 73' (ph.đ.), 87' · Al-Azemi 83' | Báo cáo |       |

| Nhật Bản     | 1–3     | Iraq                       |
| ------------ | ------- | -------------------------- |
| Nakajima 36' | Báo cáo | Tariq 12' · Adnan 47', 72' |

| Kuwait | 0–3     | Iraq                        |
| ------ | ------- | --------------------------- |
|        | Báo cáo | Tariq 16', 62' · Marwan 71' |

| Nepal | 0–4     | Nhật Bản                                     |
| ----- | ------- | -------------------------------------------- |
|       | Báo cáo | Notsuda 33' · Nakajima 54' · Suzuki 62', 70' |

### Bảng E
| Đội        | Tr | T | H | B | BT | BB | HS  | Đ |
| ---------- | -- | - | - | - | -- | -- | --- | - |
| Thái Lan   | 3  | 3 | 0 | 0 | 11 | 0  | +11 | 9 |
| Indonesia  | 3  | 2 | 0 | 1 | 11 | 6  | +5  | 6 |
| Maldives   | 3  | 1 | 0 | 2 | 3  | 8  | −5  | 3 |
| Đông Timor | 3  | 0 | 0 | 3 | 2  | 13 | −11 | 0 |

| Đông Timor | 0–7     | Indonesia                                                                         |
| ---------- | ------- | --------------------------------------------------------------------------------- |
|            | Báo cáo | F. Sinaga 7', 11', 36', 84' · Tuasalamony 78' (ph.đ.) · Novri 82' · Fandi Eko 87' |

| Thái Lan                   | 2–0     | Maldives |
| -------------------------- | ------- | -------- |
| Narubadin 50' · Adisak 85' | Báo cáo |          |

| Maldives | 0–4     | Indonesia                                              |
| -------- | ------- | ------------------------------------------------------ |
|          | Báo cáo | Lestaluhu 13' · F. Sinaga 50', 82' (ph.đ.) · Gatra 57' |

| Thái Lan                                 | 3–0     | Đông Timor |
| ---------------------------------------- | ------- | ---------- |
| Chanathip 23' · Kroekrit 59' · Pinyo 79' | Báo cáo |            |

| Maldives                           | 3–2     | Đông Timor                    |
| ---------------------------------- | ------- | ----------------------------- |
| Ali 27' · Yaamin 63' · Irufaan 73' | Báo cáo | Diogo 20' · Ricardo Sousa 58' |

| Indonesia | 0–6     | Thái Lan                                                                   |
| --------- | ------- | -------------------------------------------------------------------------- |
|           | Báo cáo | Chananan 7' · Adisak 17', 90+1' · Chanathip 57' · Kroekrit 76' · Pinyo 81' |

### Bảng F
| Đội               | Tr | T | H | B | BT | BB | HS | Đ |
| ----------------- | -- | - | - | - | -- | -- | -- | - |
| CHDCND Triều Tiên | 2  | 2 | 0 | 0 | 5  | 0  | +5 | 6 |
| Trung Quốc        | 2  | 1 | 0 | 1 | 1  | 3  | −2 | 3 |
| Pakistan          | 2  | 0 | 0 | 2 | 0  | 3  | −3 | 0 |

| CHDCND Triều Tiên                                      | 3–0     | Trung Quốc |
| ------------------------------------------------------ | ------- | ---------- |
| Sim Hyon-Jin 10' · So Kyong-Jin 47' · Ri Hyok-Chol 57' | Báo cáo |            |

| Pakistan | 0–2     | CHDCND Triều Tiên                           |
| -------- | ------- | ------------------------------------------- |
|          | Báo cáo | So Kyong-Jin 40' (ph.đ.) · Jong Il-Gwan 67' |

| Trung Quốc         | 1–0     | Pakistan |
| ------------------ | ------- | -------- |
| Trường Phi Nhã 20' | Báo cáo |          |

### Bảng G
| Đội    | Tr | T | H | B | BT | BB | HS | Đ |
| ------ | -- | - | - | - | -- | -- | -- | - |
| Jordan | 2  | 2 | 0 | 0 | 3  | 0  | +3 | 6 |
| UAE    | 2  | 1 | 0 | 1 | 5  | 1  | +4 | 3 |
| Ấn Độ  | 2  | 0 | 0 | 2 | 0  | 7  | −7 | 0 |

| UAE                                                            | 5–0     | Ấn Độ |
| -------------------------------------------------------------- | ------- | ----- |
| Al-Katheeri 13', 15', 64' · Al-Ahbabi 19' · Jhingan 82' (l.n.) | Báo cáo |       |

| Jordan            | 1–0     | UAE |
| ----------------- | ------- | --- |
| Darwish 8' (l.n.) | Báo cáo |     |

| Ấn Độ | 0–2     | Jordan                       |
| ----- | ------- | ---------------------------- |
|       | Báo cáo | Al-Bashtawi 17' · Thalji 67' |

### Bảng H
| Đội        | Tr | T | H | B | BT | BB | HS | Đ |
| ---------- | -- | - | - | - | -- | -- | -- | - |
| Việt Nam   | 2  | 2 | 0 | 0 | 5  | 1  | +4 | 6 |
| Kyrgyzstan | 2  | 0 | 1 | 1 | 1  | 2  | −1 | 1 |
| Iran       | 2  | 0 | 1 | 1 | 2  | 5  | −3 | 1 |

| Iran                 | 1–4     | Việt Nam                                                                     |
| -------------------- | ------- | ---------------------------------------------------------------------------- |
| Mosalman 66' (ph.đ.) | Báo cáo | Võ Huy Toàn 24' · Mạc Hồng Quân 28' · Trần Phi Sơn 69' · Ngô Hoàng Thịnh 82' |

| Kyrgyzstan | 1–1     | Iran             |
| ---------- | ------- | ---------------- |
| Otkeev 89' | Báo cáo | Pouraliganji 79' |

| Việt Nam                 | 1–0     | Kyrgyzstan |
| ------------------------ | ------- | ---------- |
| Vũ Minh Tuấn 63' (ph.đ.) | Báo cáo |            |

## Vòng đấu loại trực tiếp
|  | Round of 16         | Round of 16              |                     |   | Tứ kết                | Tứ kết                |                     |                     | Bán kết | Bán kết |  |  | Chung kết | Chung kết |
|  |                     |                          |                     |   |                       |                       |                     |                     |         |         |  |  |           |           |
|  | 25 tháng 9 năm 2014 |                          |                     |   |                       |                       |                     |                     |         |         |  |  |           |           |
|  |                     |                          |                     |   |                       |                       |                     |                     |         |         |  |  |           |           |
|  | Hàn Quốc            | 3                        |                     |   |                       |                       |                     |                     |         |         |  |  |           |           |
|  | Hàn Quốc            | 3                        | 28 tháng 9 năm 2014 |   |                       |                       |                     |                     |         |         |  |  |           |           |
|  | Hồng Kông           | 0                        |                     |   |                       |                       |                     |                     |         |         |  |  |           |           |
|  | Hồng Kông           | 0                        | Hàn Quốc            | 1 |                       |                       |                     |                     |         |         |  |  |           |           |
|  | 25 tháng 9 năm 2014 |                          | Hàn Quốc            | 1 |                       |                       |                     |                     |         |         |  |  |           |           |
|  |                     | Nhật Bản                 | 0                   |   |                       |                       |                     |                     |         |         |  |  |           |           |
|  | Palestine           | Nhật Bản                 | 0                   | 0 |                       |                       |                     |                     |         |         |  |  |           |           |
|  | Palestine           |                          | 30 tháng 9 năm 2014 | 0 |                       |                       |                     |                     |         |         |  |  |           |           |
|  | Nhật Bản            | 4                        |                     |   |                       |                       |                     |                     |         |         |  |  |           |           |
|  | Nhật Bản            | 4                        | Hàn Quốc            | 2 |                       |                       |                     |                     |         |         |  |  |           |           |
|  | 25 tháng 9 năm 2014 |                          | Hàn Quốc            | 2 |                       |                       |                     |                     |         |         |  |  |           |           |
|  |                     | Thái Lan                 | 0                   |   |                       |                       |                     |                     |         |         |  |  |           |           |
|  | Thái Lan            | Thái Lan                 | 0                   | 2 |                       |                       |                     |                     |         |         |  |  |           |           |
|  | Thái Lan            | 28 tháng 9 năm 2014      |                     | 2 |                       |                       |                     |                     |         |         |  |  |           |           |
|  | Trung Quốc          | 0                        |                     |   |                       |                       |                     |                     |         |         |  |  |           |           |
|  | Trung Quốc          | 0                        | Thái Lan            | 2 |                       |                       |                     |                     |         |         |  |  |           |           |
|  | 25 tháng 9 năm 2014 |                          | Thái Lan            | 2 |                       |                       |                     |                     |         |         |  |  |           |           |
|  |                     | Jordan                   | 0                   |   |                       |                       |                     |                     |         |         |  |  |           |           |
|  | Jordan (h.p.)       | Jordan                   | 0                   | 2 |                       |                       |                     |                     |         |         |  |  |           |           |
|  | Jordan (h.p.)       |                          | 2 tháng 10 năm 2014 | 2 |                       |                       |                     |                     |         |         |  |  |           |           |
|  | Kyrgyzstan          | 0                        |                     |   |                       |                       |                     |                     |         |         |  |  |           |           |
|  | Kyrgyzstan          | 0                        | Hàn Quốc (h.p.)     | 1 |                       |                       |                     |                     |         |         |  |  |           |           |
|  | 26 tháng 9 năm 2014 |                          | Hàn Quốc (h.p.)     | 1 |                       |                       |                     |                     |         |         |  |  |           |           |
|  |                     | CHDCND Triều Tiên        | 0                   |   |                       |                       |                     |                     |         |         |  |  |           |           |
|  | Uzbekistan          | CHDCND Triều Tiên        | 0                   | 2 |                       |                       |                     |                     |         |         |  |  |           |           |
|  | Uzbekistan          | 28 tháng 9 năm 2014      |                     | 2 |                       |                       |                     |                     |         |         |  |  |           |           |
|  | Ả Rập Xê Út         | 3                        |                     |   |                       |                       |                     |                     |         |         |  |  |           |           |
|  | Ả Rập Xê Út         | 3                        | Ả Rập Xê Út         | 0 |                       |                       |                     |                     |         |         |  |  |           |           |
|  | 26 tháng 9 năm 2014 |                          | Ả Rập Xê Út         | 0 |                       |                       |                     |                     |         |         |  |  |           |           |
|  |                     | Iraq                     | 3                   |   |                       |                       |                     |                     |         |         |  |  |           |           |
|  | Iraq                | Iraq                     | 3                   | 4 |                       |                       |                     |                     |         |         |  |  |           |           |
|  | Iraq                |                          | 30 tháng 9 năm 2014 | 4 |                       |                       |                     |                     |         |         |  |  |           |           |
|  | Tajikistan          | 2                        |                     |   |                       |                       |                     |                     |         |         |  |  |           |           |
|  | Tajikistan          | 2                        | Iraq                | 0 |                       |                       |                     |                     |         |         |  |  |           |           |
|  | 26 tháng 9 năm 2014 |                          | Iraq                | 0 |                       |                       |                     |                     |         |         |  |  |           |           |
|  |                     | CHDCND Triều Tiên (h.p.) | 1                   |   | Tranh huy chương đồng | Tranh huy chương đồng |                     |                     |         |         |  |  |           |           |
|  | CHDCND Triều Tiên   | CHDCND Triều Tiên (h.p.) | 1                   | 4 | Tranh huy chương đồng | Tranh huy chương đồng |                     |                     |         |         |  |  |           |           |
|  | CHDCND Triều Tiên   | 28 tháng 9 năm 2014      | 28 tháng 9 năm 2014 | 4 |                       |                       | 2 tháng 10 năm 2014 | 2 tháng 10 năm 2014 |         |         |  |  |           |           |
|  | Indonesia           | 28 tháng 9 năm 2014      | 28 tháng 9 năm 2014 | 1 |                       |                       | 2 tháng 10 năm 2014 | 2 tháng 10 năm 2014 |         |         |  |  |           |           |
|  | Indonesia           | CHDCND Triều Tiên        | 1                   | 1 | Iraq                  | 1                     |                     |                     |         |         |  |  |           |           |
|  | 26 tháng 9 năm 2014 | CHDCND Triều Tiên        | 1                   |   | Iraq                  | 1                     |                     |                     |         |         |  |  |           |           |
|  |                     | UAE                      | 0                   |   | Thái Lan              | 0                     |                     |                     |         |         |  |  |           |           |
|  | Việt Nam            | UAE                      | 0                   | 1 | Thái Lan              | 0                     |                     |                     |         |         |  |  |           |           |
|  | Việt Nam            |                          |                     | 1 |                       |                       |                     |                     |         |         |  |  |           |           |
|  | UAE                 | 3                        |                     |   |                       |                       |                     |                     |         |         |  |  |           |           |
|  | UAE                 | 3                        |                     |   |                       |                       |                     |                     |         |         |  |  |           |           |

### Vòng 16 đội
| Palestine | 0–4     | Nhật Bản                                         |
| --------- | ------- | ------------------------------------------------ |
|           | Báo cáo | Endo 17' · Suzuki 27' · Arano 75' · Harakawa 82' |

| Jordan                         | 2–0 (s.h.p.) | Kyrgyzstan |
| ------------------------------ | ------------ | ---------- |
| Al-Essawi 110' · Al-Mardi 115' | Báo cáo      |            |

| Hàn Quốc                                              | 3–0     | Hồng Kông |
| ----------------------------------------------------- | ------- | --------- |
| Lee Yong-Jae 59' · Park Joo-Ho 76' · Kim Jin-Su 90+3' | Báo cáo |           |

| Thái Lan        | 2–0     | Trung Quốc |
| --------------- | ------- | ---------- |
| Adisak 47', 76' | Báo cáo |            |

| Iraq                                           | 4–2     | Tajikistan                  |
| ---------------------------------------------- | ------- | --------------------------- |
| Tariq 7' · Shakir 47' · Adnan 62' · Nadhim 84' | Báo cáo | Vasiev 37' · Fathulloev 88' |

| Việt Nam            | 1–3     | UAE                                               |
| ------------------- | ------- | ------------------------------------------------- |
| Nguyễn Huy Hùng 87' | Báo cáo | Al-Kathiri 21' · Al-Muqbali 60' · Al-Ahbabi 90+3' |

| Uzbekistan                     | 2–3     | Ả Rập Xê Út                                                    |
| ------------------------------ | ------- | -------------------------------------------------------------- |
| Iskanderov 45+1' · Shodiev 70' | Báo cáo | Al-Ghamdi 17' (ph.đ.) · Youldashev 54' (l.n.) · Al-Bishi 90+5' |

| CHDCND Triều Tiên                                          | 4–1     | Indonesia       |
| ---------------------------------------------------------- | ------- | --------------- |
| Pak Kwang-Ryong 19' · Jo Kwang 40' · Jong Il-Gwan 41', 66' | Báo cáo | Fandi Utomo 60' |

### Tứ kết
| Thái Lan                     | 2–0     | Jordan |
| ---------------------------- | ------- | ------ |
| Chanathip 37' · Kroekrit 71' | Báo cáo |        |

| CHDCND Triều Tiên  | 1–0     | UAE |
| ------------------ | ------- | --- |
| Jong Il-Gwan 90+3' | Báo cáo |     |

| Hàn Quốc                  | 1–0     | Nhật Bản |
| ------------------------- | ------- | -------- |
| Jang Hyun-Soo 88' (ph.đ.) | Báo cáo |          |

| Ả Rập Xê Út | 0–3     | Iraq                                     |
| ----------- | ------- | ---------------------------------------- |
|             | Báo cáo | Mahmoud 11', 30' · Al-Shamekh 49' (l.n.) |

### Bán kết
| Iraq | 0–1 (s.h.p.) | CHDCND Triều Tiên |
| ---- | ------------ | ----------------- |
|      | Báo cáo      | Jong Il-Gwan 96'  |

| Hàn Quốc                                      | 2–0     | Thái Lan |
| --------------------------------------------- | ------- | -------- |
| Lee Jong-Ho 41' · Jang Hyun-Soo 45+1' (ph.đ.) | Báo cáo |          |

### Tranh huy chương đồng
| Thái Lan | 0–1     | Iraq        |
| -------- | ------- | ----------- |
|          | Báo cáo | Mahmoud 62' |

### Chung kết
| Hàn Quốc             | 1–0 (s.h.p.) | CHDCND Triều Tiên |
| -------------------- | ------------ | ----------------- |
| Rim Chang-Woo 120+1' | Báo cáo      |                   |

### Huy chương vàng
| Vô địch Bóng đá nam Asiad 2014 Hàn Quốc Lần thứ tư |

## Thống kê

### Cầu thủ ghi bàn
6 bàn
- Ferdinand Alfred Sinaga (INA)

5 bàn
- Suzuki Musashi (JPN)
- Jong Il-Gwan (PRK)
- Adisak Kraisorn (THA)
- Vokhid Shodiev (UZB)

4 bàn
- Humam Tariq (IRQ)
- Younis Mahmoud (IRQ)
- Saeed Al-Kathiri (UAE)

3 bàn
- Ali Adnan (IRQ)
- Kim Seung-Dae (KOR)
- Sami Al-Sanea (KUW)
- Chanathip Songkrasin (THA)
- Kroekrit Thaweekarn (THA)

2 bàn
- Chan Siu Kwan (HKG)
- Lam Hok Hei (HKG)
- Nakajima Shoya (JPN)
- So Kyong-Jin (PRK)
- Sameh Mara'aba (PLE)
- Ahmad Maher Wridat (PLE)
- Raed Al-Ghamdi (KSA)
- Shahfiq Ghani (SIN)
- Jang Hyun-Soo (KOR)
- Lee Jong-Ho (KOR)
- Rim Chang-Woo (KOR)
- Pinyo Inpinit (THA)
- Siyovush Asrorov (TJK)
- Igor Sergeev (UZB)

1 bàn
- Zohib Islam Amiri (AFG)
- Mamunul Islam (BAN)
- Aminur Rahman Sojib (BAN)
- Chang Feiya (CHN)
- Christian Annan (HKG)
- Alfin Ismail Tuasalamony (INA)
- Bayu Gatra (INA)
- Fandi Utomo (INA)
- Novri Setiawan (INA)
- Rizky Ramdani Lestaluhu (INA)
- Mohsen Mosalman (IRI)
- Morteza Pouraliganji (IRI)
- Ali Bahjat (IRQ)
- Marwan Hussein (IRQ)
- Mustafa Nadhim (IRQ)
- Bashar Rasan (IRQ)
- Salam Shakir (IRQ)
- Arano Takuma (JPN)
- Endo Wataru (JPN)
- Harakawa Riki (JPN)
- Iwanami Takuya (JPN)
- Notsuda Gakuto (JPN)
- Oshima Ryota (JPN)
- Laith Al-Bashtawi (JOR)
- Yazan Thalji (JOR)
- Faisal Al-Azemi (KUW)
- Fahad Al-Hamdan (KUW)
- Yousef Najaf (KUW)
- Avazbek Otkeev (KGZ)
- Ri Hyok-Chol (PRK)
- Sim Hyon-Jin (PRK)
- Amdhan Ali (MDV)
- Mohamed Irufaan (MDV)
- Moosa Yaamin (MDV)
- Aidil Zafuan Abdul Radzak (MAS)
- Nor Farhan Muhammad (MAS)
- Fandi Othman (MAS)
- Ferris Danial (MAS)
- Saud Al-Farsi (OMA)
- Hatem Al-Hamhami (OMA)
- Abdul Majeed Shamas (OMA)
- Helal Mousa (PLE)
- Saleh Al-Shehri (KSA)
- Majed Omar (KSA)
- Faris Ramli (SIN)
- Safuwan Baharudin (SIN)
- Sahil Suhaimi (SIN)
- Kim Jin-Su (KOR)
- Kim Shin-Wook (KOR)
- Lee Yong-Jae (KOR)
- Park Joo-Ho (KOR)
- Chananan Pombuppha (THA)
- Narubadin Weerawatnodom (THA)
- Jahongir Ergashev (TJK)
- Fathullo Fathulloev (TJK)
- Dilshod Vasiev (TJK)
- Diogo Rangel (TLS)
- Ricardo Sousa (TLS)
- Bandar Al-Ahbabi (UAE)
- Jamshid Iskanderov (UZB)
- Egor Krimets (UZB)
- Sardor Rashidov (UZB)
- Farrukh Sayfiev (UZB)
- Mạc Hồng Quân (VIE)
- Ngô Hoàng Thịnh (VIE)
- Nguyễn Huy Hùng (VIE)
- Trần Phi Sơn (VIE)
- Võ Huy Toàn (VIE)
- Vũ Minh Tuấn (VIE)

Phản lưới nhà
- Sandesh Jhingan (IND) (trong trận gặp  UAE)
- Rohit Chand (NEP) (trong trận gặp  Iraq)
- Abdullah Al-Shamekh (KSA) (trong trận gặp  Iraq)
- Mohammad Darwish (UAE) (trong trận gặp  Jordan)
- Boburbek Yuldashev (UZB) (trong trận gặp  Ả Rập Xê Út)